# منى عطايا
منى عطايا هي سيدة أعمال فلسطينية  تحمل الجنسية الأمريكية والرئيسة التنفيذية لموقع «ممز وورلد» « Mumzworld»، وجهة التسوق الإلكتروني الأولى للأمهات في المنطقة العربية وشمال أفريقيا.